# Prescription de l'action civile en droit pénal français
La prescription de l'action civile en droit pénal français est la période durant laquelle l'action civile doit être entamée par la victime faute d'extinction. 
Elle est essentiellement régie par l'article 10 du code de procédure pénale.
« Lorsque l'action civile est exercée devant une juridiction répressive, elle se prescrit selon les règles de l'action publique. Lorsqu'elle est exercée devant une juridiction civile, elle se prescrit selon les règles du code civil.

Lorsqu'il a été statué sur l'action publique, les mesures d'instruction ordonnées par le juge pénal sur les seuls intérêts civils obéissent aux règles de la procédure civile. »
— Article 10 du code de procédure pénale